# Zyklonsaison im Nordindik 2023
Die Zyklonsaison im Nordindik 2023 ist ein fortlaufendes Ereignis im jährlichen Zyklus der Bildung tropischer Wirbelstürme. Die Saison der Wirbelstürme im nördlichen Indischen Ozean hat keine offiziellen Grenzen, doch bilden sich die Wirbelstürme in der Regel zwischen April und Dezember, wobei der Höhepunkt von Mai bis November liegt. Diese Daten begrenzen üblicherweise den Zeitraum eines jeden Jahres, in dem sich die meisten tropischen Wirbelstürme im nördlichen Indischen Ozean bilden.
Das offizielle Regional Specialized Meteorological Centre ist das India Meteorological Department (IMD), während das Joint Typhoon Warning Center inoffizielle Empfehlungen herausgibt. Im Durchschnitt bilden sich in diesem Becken pro Saison drei bis vier zyklonale Stürme.

## Zusammenfassung der Saison
Gegen Ende Januar bildete sich ein tropisches Tiefdruckgebiet mit der Bezeichnung BOB 01 und wurde zum ersten Sturm. Die Bildung des Sturms ist das erste Mal seit 2019, dass sich im Januar ein Sturm entwickelt. Später, im Mai, bildete sich ein weiteres tropisches Tiefdruckgebiet mit der Bezeichnung BOB 02, und aufgrund der hohen Meeresoberflächentemperaturen stiegen die Chancen langsam an. Am 9. Mai waren die Chancen für das Tiefdruckgebiet aufgrund der Umweltbedingungen hoch. Im Laufe des folgenden Tages verstärkte sich BOB 02 zu einem Tiefdruckgebiet. Am 11. Mai erhielt das System den Namen Mocha. Mocha verstärkte sich um 12:00 UTC schnell zu einem schweren zyklonalen Sturm, nachdem er Windstärken von bis zu 90 km/h erreicht hatte. Satellitenbilder zeigten die Bildung einer zerklüfteten Augenstruktur. Am 12. Mai entwickelte sich Mocha zu einem sehr schweren Wirbelsturm.

## Systeme

### Depression BOB 01
Am 25. Januar bildete sich über dem äquatorialen Indischen Ozean und dem angrenzenden Golf von Bengalen eine zyklonische Zirkulation. Unter dessen Einfluss bildete sich am 27. Januar ein Tiefdruckgebiet. Das System verstärkte sich weiter, sodass das IMD es am 30. Januar als Depression klassifizierte. Das JTWC gab außerdem einen Tropical Cyclone Formation Alert (TCFA) für das System heraus. Die zunehmende Landinteraktion mit Sri Lanka führte jedoch dazu, dass das JTWC die Entwicklungschancen des Systems auf „mittel“ herabstufte und daraufhin seinen TCFA annullierte. Die Störung schwächte sich schließlich am 2. Februar zu einem deutlich ausgeprägten Tiefdruckgebiet über dem Golf von Mannar ab.

### Extrem schwerer zyklonischer Sturm Mocha
Der Zyklon Mocha erhielt seinen Namen am 11. Mai vom India Meteorological Department. Er bewegte sich im Golf von Bengalen weiter nach Nordnordosten und nahm dabei an Stärke zu.
Der Zyklon traf am 14. Mai 2023 gegen 13 Uhr Lokalzeit (UTC+7) als Sturm der Kategorie 4 auf der Saffir-Simpson-Skala in Myanmar zwischen Kyaukphyu (nahe Sittwe) und Cox’s Bazar auf Land. Er erreichte dabei maximal anhaltende Windgeschwindigkeiten von 250 km/h und Windböen von bis zu 305 km/h.

### Extrem schwerer zyklonischer Sturm Biparjoy
Am 5. Juni bildete sich über dem Arabischen Meer eine zyklonische Zirkulation aus. Am gleichen Tag bildete sich ein Tiefdruckgebiet aus. Wenige Stunden später hatte das Gebiet sich schnell in eine Tropische Depression intensiviert. Das IMD stufte das System zu einer Deep Depression hoch und später zu einem zyklonischen Sturm mit dem Namen Biparjoy. Das Pakistan Meteorological Department prognostizierte für die Provinz Sindh Böen von bis zu 140 km/h und eine Sturmflut von bis zu 3,5 m Höhe.

### Schwerer zyklonischer Sturm Michaung
Ende November gelangte ein Tiefdruckgebiet von der südlichen Andamanensee aus in den Golf von Bengalen. Das IMD prognostizierte eine Bewegung nach Nordwesten und Verstärkung am 29. November im Südosten des Golf von Bengalen. Am 2. Dezember 2023 verstärkte sich das System zur Kategorie Deep Depression, als es sich etwa 440 km ostsüdöstlich von Puducherry befand. Es wurde erwartet, dass es zwischen Nellore und Machilipatnam im Bundesstaat Andhra Pradesh mit Windgeschwindigkeiten von bis zu 100 km/h auf die indische Küste treffen würde. Das System verstärkte sich zu einem schweren zyklonischen Sturm und erhielt den Namen Michaung.
Rund 9500 Menschen in Andhra Pradesh wurden evakuiert. Durch die starken Niederschläge kam es in zahlreichen Wohngebieten zu Überschwemmungen. Mindest 17 Menschen kamen in Andhra Pradesh und dem Nachbarstaat Tamil Nadu ums Leben.

## Sturmnamen
Ein tropischer Wirbelsturm erhält einen Namen, wenn er mit Windgeschwindigkeiten von 65 Kilometern pro Stunde (40 mph) eine zyklonale Sturmstärke erreicht hat. Die Namen wurden anhand einer neuen Liste des regionalen meteorologischen Fachzentrums in Neu-Delhi bis Mitte 2020 ausgewählt. Die Namen tropischer Wirbelstürme werden nicht außer Kraft gesetzt, da die Namensliste nur einmal verwendet werden soll, bevor eine neue Namensliste erstellt wird. Sollte ein benannter tropischer Wirbelsturm aus dem Westpazifik in das Becken ziehen, so behält er seinen ursprünglichen Namen. Die nächsten acht verfügbaren Namen aus der Liste der Namen von Stürmen im Nordindischen Ozean sind unten aufgeführt.
| - Mocha - Biparjoy - Tej - Hamoon | - Midhili - Michaung - Remal (unbenutzt) - Asna (unbenutzt) |

## Auswirkungen
| Name           | Zeitraum                   | Spitzenkategorie                   | Windgeschwindigkeit | Luftdruck             | Betroffene Gebiete                                                         | Schäden (USD)   | Tote |
| -------------- | -------------------------- | ---------------------------------- | ------------------- | --------------------- | -------------------------------------------------------------------------- | --------------- | ---- |
| BOB 01         | 30. Januar – 2. Februar    | Depression                         | 45 km/h (30 mph)    | 1004 hPa (29,65 inHg) | Sri Lanka                                                                  |                 | 0    |
| Mocha          | 9.–15. Mai                 | Extrem schwerer zyklonischer Sturm | 215 km/h (130 mph)  | 938 hPa (27,70 inHg)  | Andamanen und Nikobaren, Sri Lanka, Myanmar, Bangladesch, Indien, China    | 1,5 Milliarden  | 463  |
| Biparjoy       | 6.–19. Juni                | Extrem schwerer zyklonischer Sturm | 165 km/h (105 mph)  | 958 hPa (28,29 inHg)  | Indien, Pakistan                                                           | 124 Millionen   | 17   |
| BOB 03         | 31. Juli – 3. August       | Deep depression                    | 55 km/h (35 mph)    | 988 hPa (29,18 inHg)  | Myanmar, Bangladesch, Westbengalen, Jharkhand, Odisha, Bihar, Chhattisgarh |                 | 0    |
| ARB 02         | 30. September – 1. Oktober | Depression                         | 45 km/h (30 mph)    | 1002 hPa (29,59 inHg) | Goa, Maharashtra, Karnataka                                                |                 | 0    |
| Tej            | 20.–24. Oktober            | Extrem schwerer zyklonischer Sturm | 175 km/h (110 mph)  | 964 hPa (28,47 inHg)  | Sokotra, Jemen, Oman                                                       | unbekannt       | 2    |
| Hamoon         | 21.–25. Oktober            | Sehr schwerer zyklonischer Sturm   | 120 km/h (75 mph)   | 985 hPa (29,09 inHg)  | Bangladesch, Westbengalen, Mizoram                                         | 567 Millionen   | 17   |
| Midhili        | 14.–18. November           | Zyklonischer Sturm                 | 75 km/h (45 mph)    | 998 hPa (29,47 inHg)  | Nordost-Indien, Bangladesch, Westbengalen                                  | 276 Millionen   | 7    |
| Michaung       | 1.–6. Dezember             | Schwerer zyklonischer Sturm        | 100 km/h (65 mph)   | 986 hPa (29,12 inHg)  | Tamil Nadu, Andhra Pradesh, Odisha, Westbengalen, Bangladesch              | unbekannt       | 17   |
| Gesamte Saison |                            |                                    |                     |                       |                                                                            |                 |      |
| 9 Systeme      | ab 30. Januar              |                                    | 215 km/h (130 mph)  | 938 hPa (27,70 inHg)  |                                                                            | 2,47 Milliarden | 523  |